# Парламентские выборы в Великобритании (1951)
Парламентские выборы в Великобритании 1951 года прошли 25 октября. На выборах лейбористы под руководством Клемента Эттли получили больше голосов избирателей, чем консерваторы во главе с Уинстоном Черчиллем (13 948 883 против 12 660 061). Однако из-за существования в Великобритании мажоритарной избирательной системы и победы консерваторов в ряде небольших округов лейбористы получили на 7 мандатов меньше. Новым премьер-министром стал Уинстон Черчилль.
В выборах в парламент от округа Дартфорд, где традиционно побеждали лейбористы, во второй раз в своей политической карьере приняла участие консерватор Маргарет Тэтчер (тогда ещё Робертс). Как самый молодой кандидат и единственная баллотировавшаяся женщина она привлекла внимание прессы.
После прошедших чуть более года назад выборах 1950 года ситуация в Великобритании несколько изменилась. В частности, 13 декабря 1950 года была прекращена помощь по плану Маршалла, который оказывал существенную помощь послевоенному восстановлению экономики Великобритании и проведению реформ лейбористов. В начале 1951 года правительство активизировало программу перевооружения в связи с началом войны в Корее, но из-за нехватки средств было урезано финансирование здравоохранения. Итогом стала отставка видных деятелей лейбористов 22 апреля, в числе которых были министр торговли и будущий премьер-министр Гарольд Вильсон и архитектор создания национальной системы здравоохранения Эньюрин Бивен.
| Партия                   | Лидер            | Голосов    | %    | Мест | Δ мест |
| ------------------------ | ---------------- | ---------- | ---- | ---- | ------ |
| Консерваторы             | Уинстон Черчилль | 12 660 061 | 44,3 | 302  | ▲ 19   |
| Лейбористы               | Клемент Эттли    | 13 948 883 | 48,8 | 295  | ▼ 20   |
| Национальные либералы    |                  | 1 058 138  | 3,7  | 19   | ▲ 3    |
| Либералы                 | Клемент Дэвис    | 730 546    | 2,5  | 6    | ▼ 3    |
| Независимые националисты |                  | 92 787     | 0,3  | 2    | 0      |
| Ирландские лейбористы    |                  | 33 174     | 0,1  | 1    | ▲ 1    |
| Коммунисты               |                  | 21 640     | 0,1  | 0    | 0      |
| Партия Уэльса            |                  | 10 920     | 0,0  | 0    | 0      |
| ШНП                      |                  | 7 299      | 0,0  | 0    | 0      |
| Независимые консерваторы |                  | 5 904      | 0,0  | 0    | 0      |

Всего было подано 28 596 594.